# Cyrtocarenum cunicularium
Cyrtocarenum cunicularium is een spinnensoort in de taxonomische indeling van de valdeurspinnen (Ctenizidae).
Het dier behoort tot het geslacht Cyrtocarenum. De wetenschappelijke naam van de soort werd voor het eerst geldig gepubliceerd in 1811 door Olivier.